# Yass (Australia)
Yass – miasto w Australii, w stanie Nowa Południowa Walia.